# شدن (شهر)
شِدِن (به آلمانی: Scheden) یک شهر در آلمان است که در گوتینگن واقع شده‌است. شدن ۳٬۱۸۲ نفر جمعیت دارد.